# Indawgyi
Indawgyi – największe jezioro Mjanmy i Azji Południowo-Wschodniej. Jezioro mierzy 13 kilometrów (8,1 mil) ze wschodu na zachód, i 24 km (15 mil) z północy na południe. Wokół jeziora leży ponad 20 miejscowości. Dominującymi grupami etnicznymi mieszkającymi w okolicach jeziora to Szanowie i Kaczinowie, którzy przede wszystkim uprawiają rolnictwo. Jezioro jest główną częścią Indawgyi Lake Wildlife Sanctuary.